# Adelphobates quinquevittatus
Espèce
Synonymes
- Dendrobates tinctorius var quinquevittatus Steindachner, 1864
- Dendrobates quinquevittatus Steindachner, 1864

Statut de conservation UICN

 LC  : Préoccupation mineure
Statut CITES
Adelphobates quinquevittatus est une espèce d'amphibiens de la famille des Dendrobatidae.

## Répartition et habitat
Cette espèce se rencontre dans le haut bassin de l'Amazone,, :
- au Brésil dans les États du Rondônia et de l'Amazonas ;
- en Bolivie dans le département de Pando ;
- au Pérou dans la région de Loreto.

Elle vit sur la litière de feuille de la forêt tropicale humide. C'est une espèce terrestre.

## Description
Sa face dorsale est de couleur noire et présente trois bandes médianes et deux bandes latérales blanches. Ses membres sont gris, verts, ou orange à points noirs. Les mâles mesurent de 16,0 à 17,5 mm et les femelles de 18,3 à 20,2 mm.

## Étymologie
Son nom d'espèce, du latin quinquies, « cinq fois », et vittātus, « orné de bandelettes », lui a été donné en référence à sa livrée.

## Publication originale
- Steindachner, 1864 : Batrachologische Mittheilungen. Verhandlungen der Kaiserlich-Königlichen Zoologisch-Botanischen Gesellschaft in Wien, vol. 14, p. 239–288 (texte intégral).